# ستوان
| درجه‌های ارتش ایران | درجه‌های ارتش ایران | درجه‌های ارتش ایران |
| نیروها             | نیروها             | نیروها             |
| زمینی و هوایی      | دریایی             |                    |
| ------------------ | ------------------ | ------------------ |
| ارتشبد             | دریابد             |                    |
| سپهبد              | دریاسالار          |                    |
| سرلشکر             | دریابان            |                    |
| سرتیپ              | دریادار            |                    |
| سرتیپ دوم          | دریادار دوم        |                    |
| سرهنگ              | ناخدا یکم          |                    |
| سرهنگ دوم          | ناخدا دوم          |                    |
| سرگرد              | ناخدا سوم          |                    |
| سروان              | ناوسروان           |                    |
| ستوان ۳، ۲ و ۱     | ناوبان ۳، ۲ و ۱    |                    |
| استوار ۲ و ۱       | ناواستوار ۲ و ۱    | ناواستوار ۲ و ۱    |
| گروهبان ۳، ۲ و ۱   | مهناوی ۳، ۲ و ۱    | مهناوی ۳، ۲ و ۱    |
| سرجوخه             | سرناوی             | سرناوی             |
| سرباز ۲ و ۱        | ناوی ۲ و ۱         | ناوی ۲ و ۱         |
| سرباز              | ناوی               | ناوی               |

سُتوان درجه‌ای افسری و سمتی در نیروهای مسلح ایران و بسیاری از کشورهای جهان است که معمولاً فرماندهی یک دسته را بر عهده دارد.
دسته یگانی نظامی و زیرمجموعهٔ گروهان است که معمولاً از دو یا چند گروه یا رسد تشکیل می‌شود و معمولاً از ۳۰ تا ۴۰ را در بر می‌گیرد.
ستوانی نخستین درجه از درجه‌های افسری است و سه درجه دارد:
1. ستوان‌یکمی
2. ستوان‌دومی
3. ستوان‌سومی

## واژه‌شناسی
واژهٔ فارسی «ستوان» که فرهنگستان ایران به جای واژهٔ فرانسهٔ «lieutenant» برگزیده، با حذف الف از آغاز «اُستوان» ساخته شده که در فارسی به معنی «برقرار و محکم و استوار و قابل اعتماد و شایستهٔ اعتبار؛ مؤمن و معتقد» و در پارسی میانه «āstavān» به معنی «مقر، معترف (به دین)» بوده که ظاهراً از «-ava-stavāna*» در ایرانی باستان و از ریشهٔ -stav* «ستودن» در زبان نیاایرانی به‌وجود آمده است.
در دورهٔ پهلوی اول، این درجه را «نایب» می‌نامیدند.

## پیشینه
احتمال می‌رود که «ستوان» همچون سمت نظامی نخستین بار در سپاه اشکانیان (۲۵۰ تا میلاد — ۲۲۴ میلادی) پدید آمده است. چنانچه، در سفال‌نوشته‌های اشکانی از دهه ۴۰ پیش از میلاد، که از بایگانی شهر باستانی نسا بازیافت شده‌اند، اصطلاح «تَهم‌دار» (پارتی: tgmdr) [tagm(a)dār] بازخوانی شده که پژوهشگران آن را روبردار از اصطلاح یونانی باستان: «τάγματάρχης در سپاه روم باستان دانسته‌اند:
پارتی: tagmadār > لاتین: tagma لژیون (> یونانی باستان: τάγμα رده؛ بخشی از سپاه، هنگ) + پارتی: -dār دارنده؛ فرمانده = یونانی باستان: τάγματάρχης یا τάγματάρχος فرمانده تاگما.
«تاگما» (یونانی باستان: τάγμα) در سپاه پادشاهی روم شرقی یگانی نامیده می‌شد که ۱۰۰ تا ۵۰۰ سرباز را در بر می‌گرفت. احتمال می‌رود که این اصطلاح در پی جنگ‌های ایران و بیزانس در زمان اشکانیان از رومیان وام گرفته شده و دیرتر با واژهٔ پارتی: taxm نیرومند، دلاور، دلیر، چابک یا پارسی میانه: taḥmīh نیرو، توان (هر دو از -taxma* در زبان نیاایرانی و ریشهٔ -tak√ تاختن، دویدن’ در زبان نیاهندوایرانی روییده‌اند) اینهمان و مترادف شده است.
| درجه‌های ارتش ایران | درجه‌های ارتش ایران | درجه‌های ارتش ایران |
| نیروها             | نیروها             | نیروها             |
| زمینی و هوایی      | دریایی             |                    |
| ------------------ | ------------------ | ------------------ |
| ارتشبد             | دریابد             |                    |
| سپهبد              | دریاسالار          |                    |
| سرلشکر             | دریابان            |                    |
| سرتیپ              | دریادار            |                    |
| سرتیپ دوم          | دریادار دوم        |                    |
| سرهنگ              | ناخدا یکم          |                    |
| سرهنگ دوم          | ناخدا دوم          |                    |
| سرگرد              | ناخدا سوم          |                    |
| سروان              | ناوسروان           |                    |
| ستوان ۳، ۲ و ۱     | ناوبان ۳، ۲ و ۱    |                    |
| استوار ۲ و ۱       | ناواستوار ۲ و ۱    | ناواستوار ۲ و ۱    |
| گروهبان ۳، ۲ و ۱   | مهناوی ۳، ۲ و ۱    | مهناوی ۳، ۲ و ۱    |
| سرجوخه             | سرناوی             | سرناوی             |
| سرباز ۲ و ۱        | ناوی ۲ و ۱         | ناوی ۲ و ۱         |
| سرباز              | ناوی               | ناوی               |

در زمان ساسانیان نیز سپاه (پارسی میانه: spāh) بر پایه سیستم شمارش دهدهی گروهبندی می‌شد، فرمانده آن سپاهبد (پارسی میانه: spāhbed) خوانده می‌شد. جوخه در این زمان «رده» (پارسی میانه: radag) و گروهان «تَهم» (پارسی میانه: tahm) نامیده و فرمانده آن «تهم‌دار» (پارسی میانه: tahmdār) خوانده می‌شدند. گردان در آن زمان «وَشت» (پارسی میانه: wašt) و سرگرد «وشت‌سالار» (پارسی میانه: wašt-sālār) نام داشته‌اند. هنگ نیز «درفش» (پارسی میانه: drafš) و سرهنگ «درفش‌سالار» (پارسی میانه: drafš-sālār) خوانده می‌شدند. لشکر در سپاه ساسانیان «گند» (پارسی میانه: gund) نامیده می‌شد و سرلشکر را «گُندسالار» (پارسی میانه: gund-sālār) می‌خواندند.

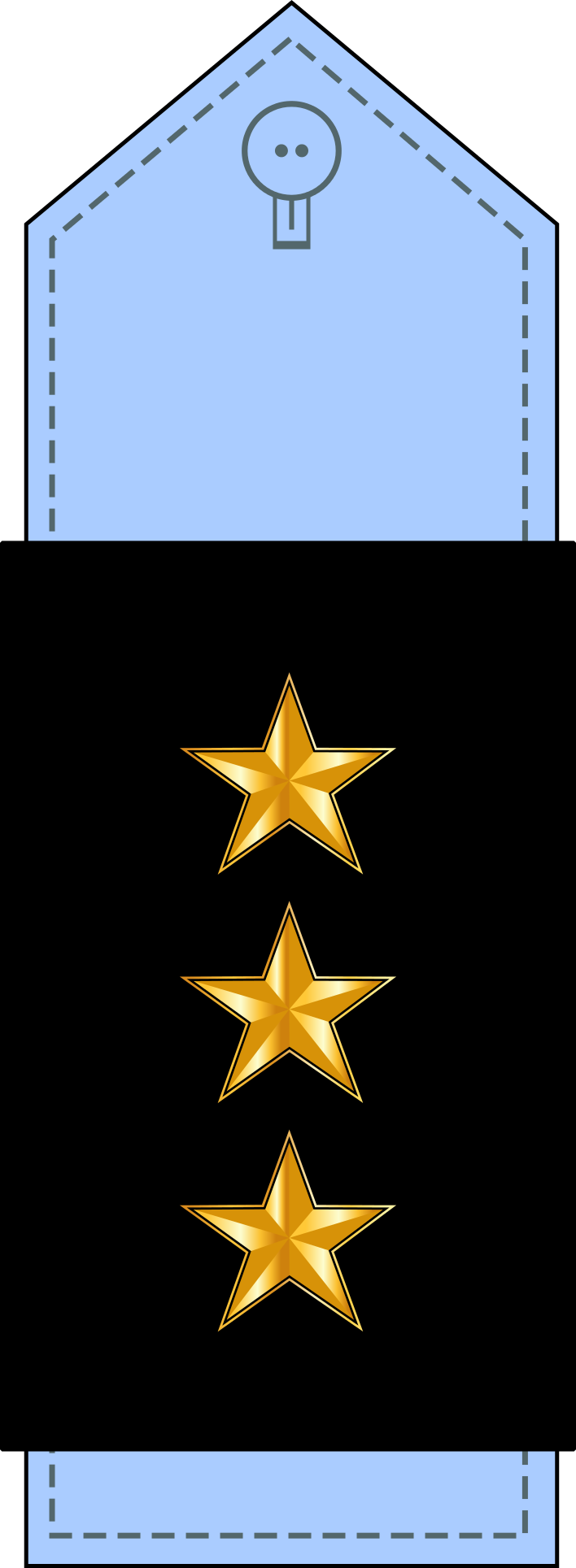
ستوان یکم نیروی هوایی جمهوری اسلامی ایران
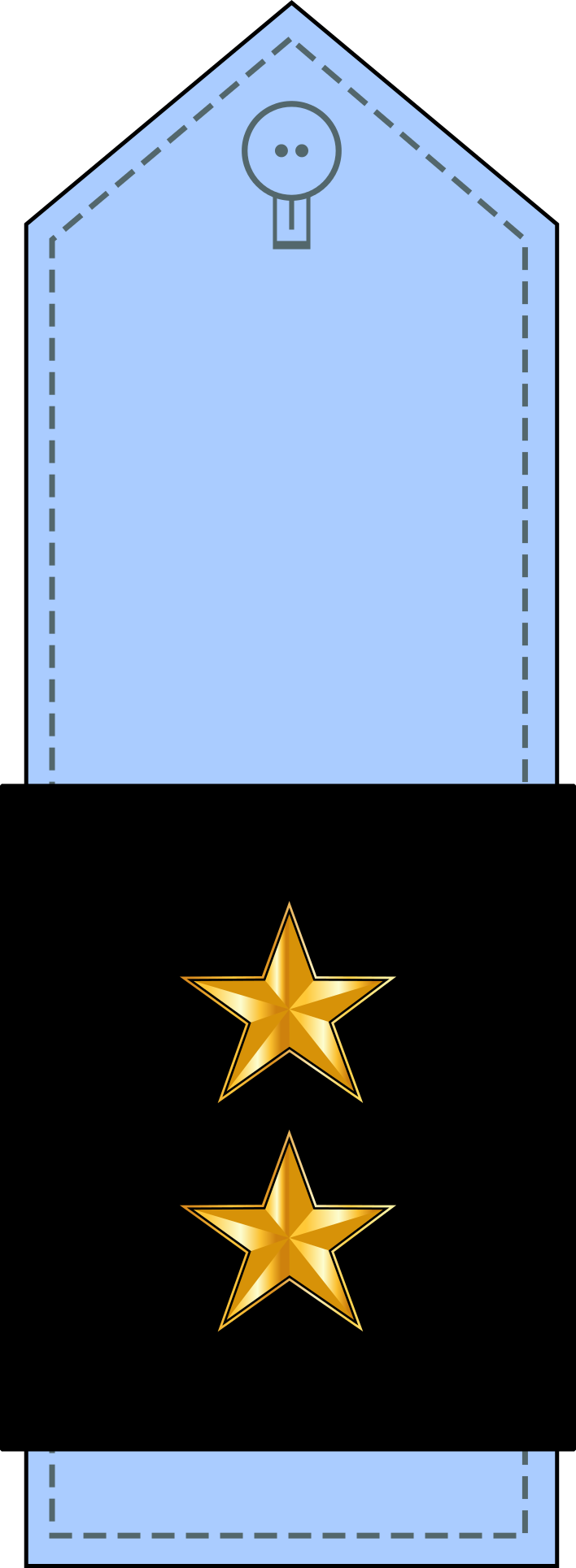
ستوان دوم نیروی هوایی جمهوری اسلامی ایران
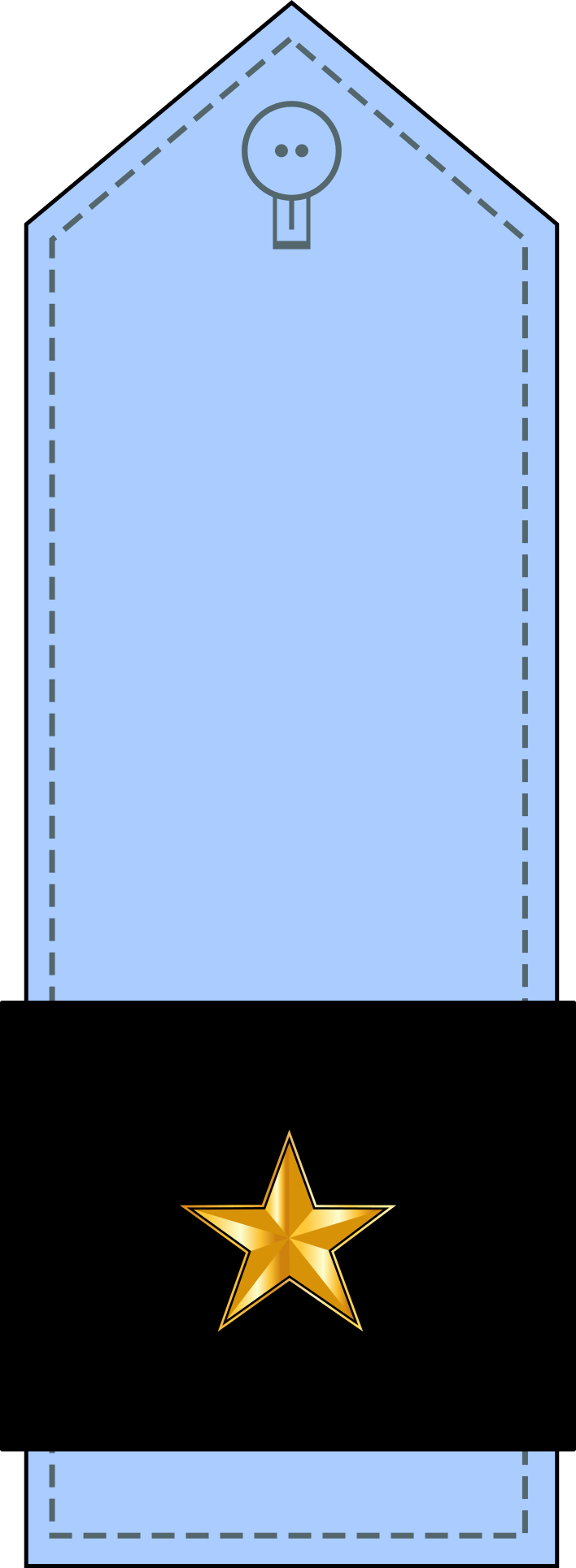
ستوان سوم نیروی هوایی جمهوری اسلامی ایران
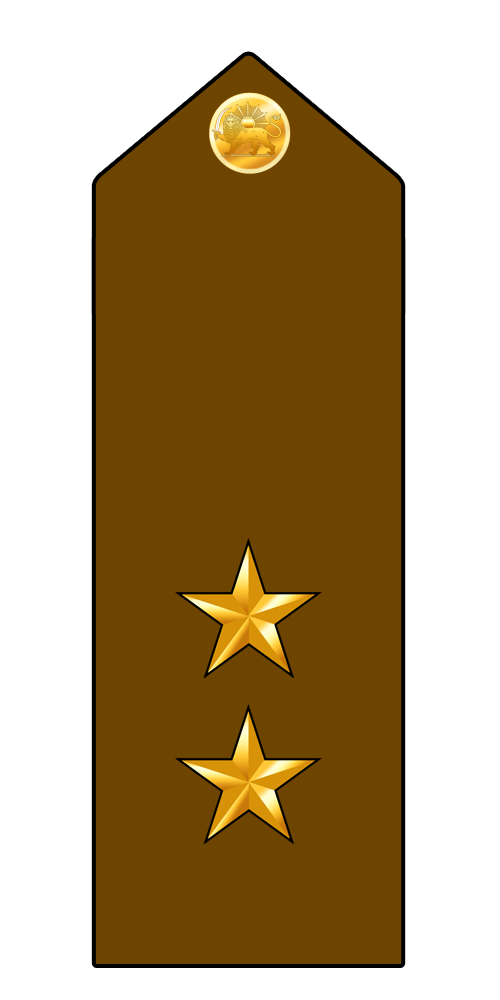
ستوان یکم نیروی زمینی شاهنشاهی ایران
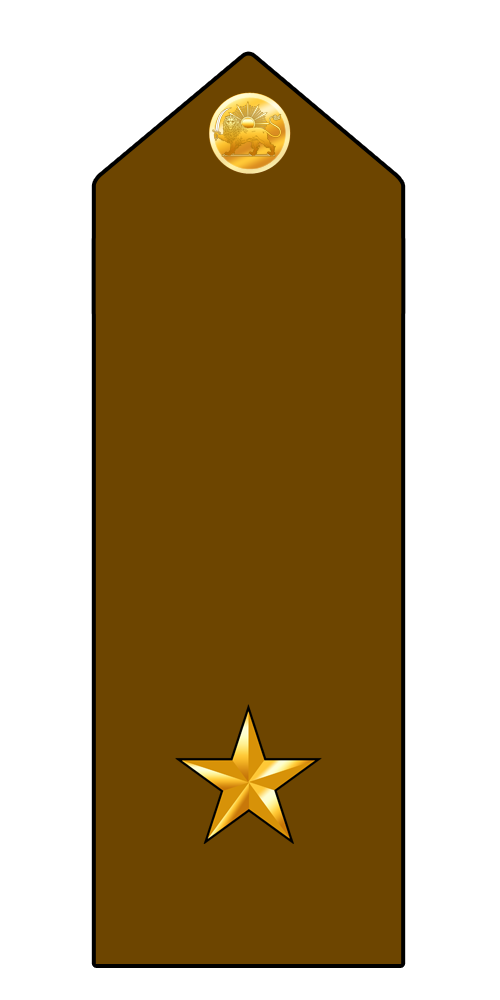
ستوان دوم نیروی زمینی شاهنشاهی ایران
ستوان سوم نیروی زمینی شاهنشاهی ایران